# Ahmadilis
Els ahmadilís foren una dinastia d'emirs o atabegs de Maragha a l'Azerbaidjan. Van governar a Maragha entre el començament del segle xii fins al 1208/1209 i després a Ruyin Dez (Ruyindiz) sota domini mongol.
El seu epònim fou Ahmadil ben Ibrahim ben Wahsudan al-Rawwadi mort entre 1114 i 1116.
Els seus successors apareixen amb noms i títols diferents segons les fonts. Probablement el va succeir el seu esclau turc Ak Sunkur al-Ahmadili (Ak Sunkur I) que apareix esmentat en els següents anys en les lluites entre els fills del sultà seljúcida Sultan Muhammad (mort el 1118), el primer que porta el títol d'atabeg. A aquest atabeg el va succeir vers 1134 el seu fill Ak Sunkur II o Arslan ben Ak Sunkur. El poder a l'Azerbaidjan es dividia entre Ildiguz (o Ildeguz o Eldiguz o Ildegiz), atabeg d'Arslan ben Tughril, a Tabriz, i Ak Sunkur II a Maragha. Mort vers 1169 (1164 segons altres fonts), segons els historiador Mustawfi el poder fou confiat a dos altres germans, Ala al-Din Karba (o Karpa) Arslan i Rukn al-Din per imposició d'Ildegiz. De com van seguir els fets no se'n sap res.
El 1175 Ibn al-Athir esmenta com a atabeg a Maragha a Falak al-Din, fill i hereu d'Ak Sunkur II que hauria recuperat el poder. Ibn al-Athir només indica que quan el ildegízida Muhammad Pahlawan va assetjar Maragha el 1174/1175, Ak Sunkur II ja havia mort i l'havia succeir el seu fill Falak al-Din, però no assenyala clarament quan fou aquesta mort. Pahlawan va assetjar la fortalesa de Ruyin Dez i després la mateixa Maragha però no a poder conquerir ni l'una ni l'altra; el seu germà Kizil Arslan fou enviat a assetjar Tabriz, governada també per Falak que se'n havia apoderat en un moment incert. Finalment es va fer la pau per la qual Tabriz va ser cedida als ildegízides. Falak va regnar fins a una data incerta no més enllà del 1188/1189. En aquesta data torna a aparèixer Ala al-Din Karba Arslan, que després de la derrota del califa davant els seljúcides en 1188/1189 a Dar Marg, va anar a Hamadan a fer homenatge al sultà seljúcida i fou nomenat atabeg del fill de Toghrul Beg, Barkyaruk, després del qual va retornar a Maragha.
Després d'aquesta data hi ha un buit de notícies per catorze anys (1189-1203). Se sap que era un home interessat en la cultura, descendent d'Ak Sunkur I, que tenia dos fills dels que només es coneix el nom: Nusrat al-Din Muhammad i Falak al-Din Ahmad, i que la seva capital fou Ruyin Dez almenys fins al 1197. Ibn al-Athir diu que vers 1203 planejava arrabassar l'Azerbaidjan al ildegízida Nusrat al-Din Abu Bakr (1195-1210) i per això es va aliar a Muzaffar al-Din Gokburi d'Irbil, però l'atac va poder ser rebutjar pel ildegízida amb l'ajut del mameluc Aydogmes o Aytogmes, senyor del Jibal (1203/1204 a 1211/1212) que havia estat un dels mamelucs de Muhammad Pahlawan. Llavors Abu Bakr va atacar Maragha on va assetjar a Ala al-Din però finalment es va arranjar la pau en la qual l'atabeg de Maragha cedia una de les seves dues fortaleses (la de Maragha) i rebia en compensació Ushnu i Urmia en feu d'Abu Bakr que va passar a dominar la situació. El 1205/1206 l'atabeg local era encara Ala al-Din també esmentat com Ala al-Dawla que va morir el 1207/1208 i el va succeir un fill menor d'edat sota la protecció d'un servidor lleial eunuc. L'infant va morir al cap d'un any (1208/1209) i el regent va restar al castell de Ruyindiz, prop de Maragha, mentre Abu Bakr ocupava la resta del territori ahmadílida, probablement limitat a Ushnu i Urmia.
Un altre possible membre de la família conegut i que no pot ser situat, apareix al Madjma al-adab amb el nom d'Izz al-Din Abu l-Harith Arslan Aba ibn Atabak Turki Maraghi mort en batalla prop de Tabriz el 1208/1209 amb Nusrat al-Din Bishkin. No se sap quan va regnar i si fou el menor mort en aquesta data fa la sensació que no era pas un infant, ja que ocupava un càrrec en una madrassa i va morir en batalla.
Amb l'eunuc hi havia segurament una neta (de nom Salafa Khatun) del darrer atabeg, que fou la darrera representant de la família esmentada que dominava altre cop a Maragha encara el 1221 quan els mongols van ocupar la ciutat; es va casar amb el sord i mut Kizil Arslan Malik-i Kamus (o Malik al-Khamush = "el rei silenciós"), enllaç que segurament va comportar el domini de Maragha i Ruyindiz pel matrimoni. El 1221, quan els mongols van ocupar Maragha, Salafa Khatun es va refugiar al castell de Ruyindiz. El 1224 el general Sharaf al-mulk, al servei del xa de Coràsmia Djalal al-Din Manguberti, va assetjar la fortalesa, dominada per la neta d'Ala al-Din o Ala al-Dawla i el seu marit al-Khamush ("el silenciós), fill sord i mut de l'ildigízida Uzbeg; Khamush es va unir a les forces del xa de Coràsmia. Salafa Khatun va repudiar al seu marit i va negociar el seu enllaç amb el general, però abans de la cerimònia va aparèixer Djalal al-Din en persona que la va fer la seva dona i va nomenar un governador de la seva confiança pel castell.
Segons Djuwayni, el fill d'Al-Khamush, Nusrat al-Din, que vivia refugiat al Soldanat de Rum, va obtenir uns anys després un decret del kan Guyuk, que el nomenava governador de Tabriz i Azerbaidjan. Probablement la mort de Guyuk (que només va regnar del 1246 al 1248) i el capgirament de la situació a Mongòlia on els ogodeïdes foren apartats del poder en favor dels tuluídes, van impedir fer efectiu aquest decret. Les referències als ahmadilis desapareixen.

## Llista d'emirs i atabegs
- Ahmadil ben Ibrahim ben Wahsudan al-Rawwadi al-Kurdi, emir abans de 1111-1114 o 1116
- Ak Sunkur I, emir, 1114 o 1116 a 1121
- Kasim al-Dawla al-Bursuki 1121-1122/1123
- Ak Sunkur I (atabeg) 1122/1123-1134 (segona vegada)
- Ak Sunkur II 1134-1169
- Ala al-Din Karba i Rukn al-Din, junts 1169- vers 1173
- Falak al-Din ibn Ak Sunkur II vers 1173-1188
- Ala al-Din Karba (segona vegada) 1188-1207
- Un fill menor de nom no conegut (a Ruyindiz, Ushnu i Urmia) 1207-1208
- Salafa Khatun (només a Ruyindiz) 1208-1225 (vers 1215 recupera Maragha per matrimoni)
- Kizil Arslan al-Khamush vers 1215-1225
- Annexio pel xa de Coràsmia 1225